# 臺灣銀行總行大廈

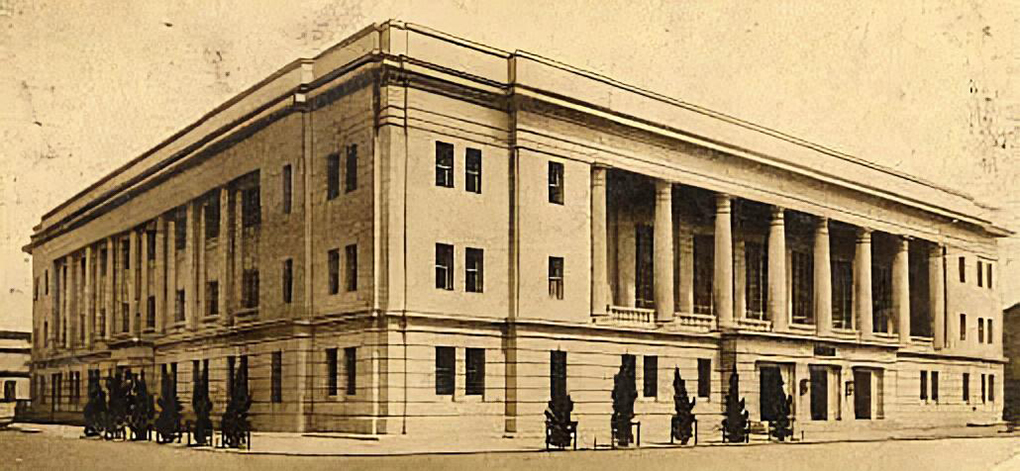
日治時代的台灣銀行總行大廈

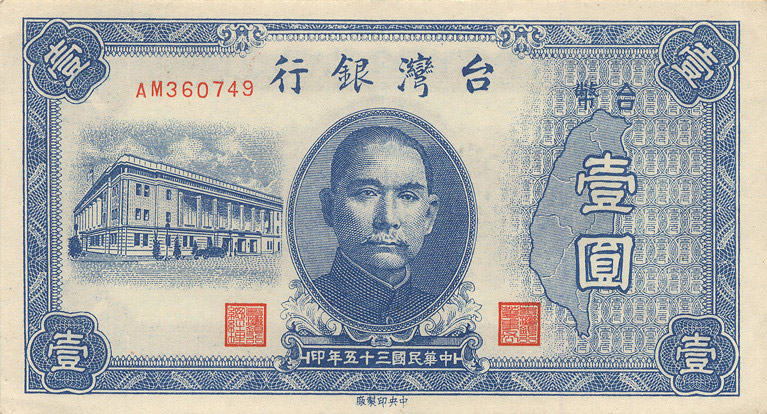
1949年發行的新台幣壹圓鈔票，正面有台灣銀行總行大廈圖案

臺灣銀行總行大廈位於臺灣臺北市中正區重慶南路一段120號，為臺灣銀行總行所在地，目前古蹟部分作為營業部使用。名列為臺北市文化資產保護。

## 簡介

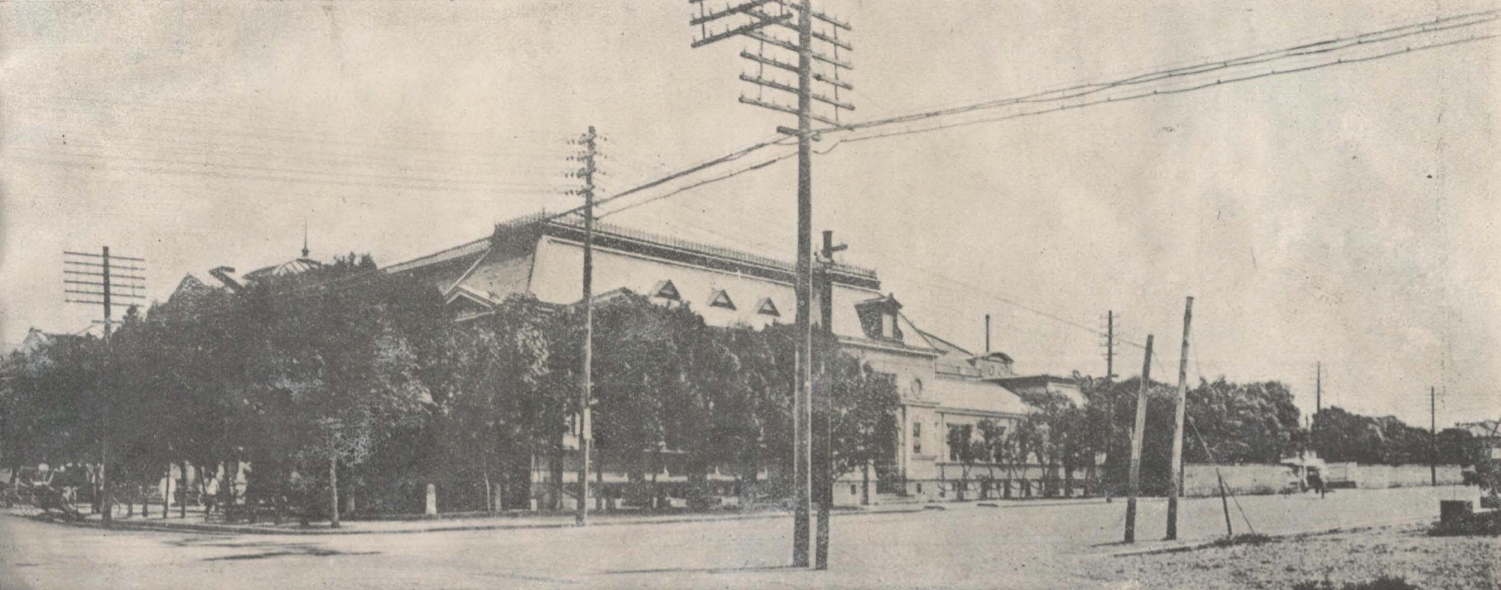
第一代臺灣銀行

臺灣銀行於1899年在臺北成立時，其總行大廈是紅磚與斜頂之仿後期文藝復興式建築。由於業務量的增加，舊的總行大廈逐漸不敷使用。1934年8月4日，臺灣銀行開始修建新的總行大廈；1937年6月30日竣工，即為現在所見之建築。
臺灣銀行總行大廈的設計者是日本建築師西村好時，他畢業於東京帝國大學建築學科，專長金融機構建築的設計。施工單位則是大倉土木（今大成建設）。樓高三層，並有一層地下室，為鋼筋混凝土結構，是一座新古典主義建築，外觀牆體及列柱均使用花崗石修建，呈現穩重典雅的風格。二戰期間，曾因台北大空襲遭美軍轟炸受損；戰後重建屋頂，1946年5月20日恢復營業。1998年5月4日，臺北市政府將其列入臺北市市定古蹟。

## 戲劇取景
2007年，日本TBS電視台55週年台慶電視劇《華麗一族》，曾借用臺灣銀行總行大廈的營業大廳做為劇中「阪神銀行」總行的拍攝場景。